# Jean II d'Auvergne
Pour les articles homonymes, voir Jean II.
Jean II d'Auvergne, mort le 28 septembre 1404, est comte d'Auvergne (1386-1404) et de Boulogne (1386-1404).

## Biographie
Il est le fils de Jean Ier (mort en 1386), comte d'Auvergne et de Boulogne (1361-1386), et de Jeanne de Clermont (morte en 1383), dame de Saint-Just.

### Son mariage avec Aliénor de Comminges

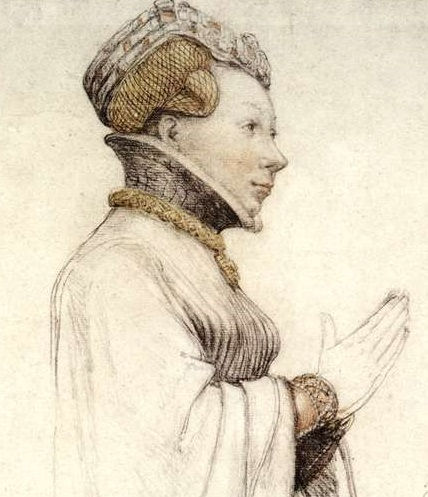
Sa fille, Jeanne II d'Auvergne. Détail de son portrait par Holbein.

Le 11 août 1373, il épouse Aliénor de Comminges (dates de vie non connues), fille de Pierre Raymond II (mort vers 1376), comte de Comminges, et de Jeanne de Comminges (morte après 1398).
De cette union est issue :
- Jeanne II d'Auvergne (1378-1424), morte sans postérité connue
1°) De son propre chef : comtesse d'Auvergne (1404-1424) et comtesse de Boulogne (1404-1424)
2°) Par son premier mariage avec Jean Ier de Berry : duchesse d'Auvergne et duchesse de Berry (1389-1416)
3°) Par son second mariage avec Georges de la Trémoille (1382-1446) : comtesse de Guînes (1416-1424).

### Un cas de saturnisme médiéval
En 1375, Jean II souffre pendant sept semaines d’un abcès à la tête qui lui a occasionné des fièvres continues et coupé l’appétit. Voué à Urbain V, il se rétablit au cours du mois de septembre. On cria au miracle !
En conséquence le 23 novembre 1376, son médecin, Pierre Talhan qui était aussi le chirurgien du duc de Bourbon, se rendit en pèlerinage de Saint-Pourçain à Saint-Victor de Marseille et déposa sur la tombe du pape une image d’argent d’un poids de dix marcs.
En 1384 il était à Avignon auprès de son cousin le pape Clément VII. Ce fut alors que la rumeur publique accusa son beau-frère, Raymond de Turenne, de l’avoir empoisonné lors d’un banquet donné par le cardinal Hugues de Saint-Martial.
La drogue aurait été si violente que ses ongles et ses cheveux tombèrent et qu'il demeura incommodé le reste de sa vie. Ces symptômes sont aujourd’hui considérés comme caractéristiques d’un empoisonnement au plomb contenu dans le vin.

### LeMauvais Ménagerspolié par le duc de Berry
Devenu comte de Boulogne et d'Auvergne à la mort de son père en 1386, il entreprend aussitôt une campagne ruineuse en Catalogne pour secourir en vain le comte Jean Ier d'Empúries, alors dépossédé par Pedre IV le Cérémonieux, roi d’Aragon.
Plus tard, considéré comme un demi-fou et connu sous le nom de Mauvais Ménager, il fut spolié par le duc Jean de Berry lors de la sombre soirée du 6 novembre 1387. Tombé sous la coupe du duc, qui l’effrayait, le pauvre comte lui céda tous ses fiefs.
Marcellin Bourdet, historien de l’Auvergne, a fait une description apocalyptique de cette extorsion : 

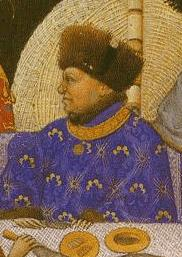
Jean, duc de Berry

Elle commence à Riom, le 6 novembre 1387, dans le palais du duc, en sa présence ; le demi-fou, terrorisé par les menaces, se résout à céder ses deux comtés au prince et son pays de Combrailles au chancelier et chambellan Pierre II de Giac. Elle se continue, en sortant du palais ducal, dans l’Hôtel d’Armand de Langeac, sénéchal d’Auvergne, gendre de Pierre II de Giac, où on l’amène dîner, ahuri de ce qu’il vient de faire. On le conduit dans l’auberge de Hugues Bernard, où la bande se remet à table et achève de l’étourdir, de l’enivrer avec un mélange de boissons. Puis, toute la nuit jusqu’au matin, on lui fait signer une foule de donations et de ventes, portant quittance bien entendu. On lui fit vendre ainsi tout ce qui lui restait et tout quittancer sans versement de fonds ; puis on le laissa sur ce lit d’auberge, vidé, ruiné, inerte, à moitié mort. 
Ainsi se fit le partage des dépouilles du comte d’Auvergne entre le duc de Berri et ses officiers. Et il n’y a pas à dire que le duc ne fut pas complice, car cette longue et ignoble scène de Riom se passait à deux pas du palais ; et il fut si bien averti que son neveu, le comte Jean II d’Armagnac, alors son hôte dans ce palais, se rendit à l’hôtellerie Bernard pour arracher le comte d’Auvergne, son cousin, aux spoliateurs ; mais on refusa de le laisser entrer et il ne put que crier de la rue des injures et des menaces de mort. Jean de Berri ratifia tout, naturellement.
Marcellin Boudet ajoute : La spoliation du comte d’Auvergne et de Boulogne, Jean II le Mauvais Ménager, s’accomplit dans des circonstances tellement répugnantes que Baluze, qui a fort bien connu l’enquête où elles se trouvent étalées puisqu’il en a publié une partie, n’a pas osé les mettre entièrement au jour.
La spoliation fut en quelque sorte entérinée en 1389 par le mariage du duc de Berry avec Jeanne d'Auvergne, fille unique et héritière de Jean II.
Jean II quitta alors l’Auvergne pour aller mourir obscurément, en 1404, dans une hôtellerie du faubourg Saint-Marceau à Paris. On le considère parfois même comme mort dès 1394.

### Une tentative de réhabilitation de la part des vicomtes de Turenne
Sa fille Jeanne étant morte sans enfant en dépit de ses deux mariages, ce furent les vicomtes de Turenne qui tentèrent de réhabiliter la mémoire de son père. 
La première tentative fut faite, en 1441, par Pierre, comte de Beaufort et vicomte de Turenne, contre Bertrand V de La Tour, comte d’Auvergne et de Boulogne. 
L’affaire stagnant au Parlement de Paris ce fut sa fille Anne Roger de Beaufort, héritière de la vicomté de Turenne, peu après son mariage avec Agne IV de la Tour d’Oliergues, qui présenta à nouveau, en 1444, un factum pour faire casser la destitution de Jean II de ses comtés d’Auvergne et de Boulogne.
Quarante ans plus tard (!), en 1484, le vicomte de Turenne reçut les attendus prononcés par les parlementaires qui justifiaient la spoliation décidée et organisée par Jean de Berry et lui servait sur un plateau la vraie coupable, une pauvre servante dénommée Blanchette de Polet (ou Blanche de Paulet), condamnée à chartre perpétuelle pour motif de sorcellerie par l’évêque de Clermont, entre 1382 et 1395.